# Virginie Mamba
Virginie Mamba Faila, née le 12 décembre 1980, est une joueuse congolaise de handball. 
Avec l'équipe nationale de la RD Congo, elle a notamment été finaliste du Championnat d'Afrique des nations 2014, ce qui lui a permis de participer au Championnat du monde 2015 au Danemark.